# G. William Skinner
G. William Skinner, född 14 februari 1923 i Oakland, död 25 oktober 2008, var en ledande amerikansk antropolog och forskare, mest känd för sina studier av marknader och handel på den traditionella kinesiska landsbygden.
Skinner genomförde sitt antropologiska fältarbete i Sichuan-provinsen under slutet 1940-talet, där han bland annat träffade den svenske sinologen Göran Malmqvist, som också forskade i regionen.
Han var vid sin död professor emeritus vid University of California, Davis, och hade tidigare undervisat vid Cornell University och Stanford University. Han var tidigt en ledande förespråkare för att betona vikten av spatiala faktorer i studiet av Kina. Han redogjorde i en berömd föreläsning inför Association for Asian Studies 1985 vad han avsåg med detta.
Störst inflytande kom de av honom förfinade teorierna kring Kinas fysiografiska makroregioner att ha, och hans klassiska studie på detta tema från början av 1960-talet är fortfarande obligatorisk läsning på många universitets kurser om Kinas antropologi, ekonomi och geografi. Under sina sista år var han en av de drivande krafterna bakom ett projekt baserat vid Harvard- och Fudan-universiteten med namnet China Historical Geographic Information Systems.

## Verk
- "Marketing and Social Structure in Rural China." Journal of Asian Studies 24, no. 1, 2 och 3 (1964).
- "Presidential Address: The Structure of Chinese History." Journal of Asian Studies 44, no. 2 (1985): 271-92.